# Amolops nepalicus
Amolops nepalicus är en groda i familjen egentliga grodor. Den listades fram till 2020 som underart eller synonym till Amolops marmoratus. Den taxonomiska avgränsningen mot Amolops monticola behöver ytterligare undersökningar.
Exemplar hittades i Nepal nära en biflod till floden Arun. Regionen ligger cirka 1000 meter över havet. Grodans fortplantning sker i bergsbäckar.
Informationer angående artens levnadssätt och möjliga hot saknas. IUCN listar Amolops nepalicus med kunskapsbrist (DD).